# ARA Mocoví (R-5)
El ARA Mocoví (R-5), ex USS YTL-441, fue un remolcador que sirvió en la marina de guerra de Argentina de 1969 a 2019.

## Historia
Fue construido en 1945 por el Robert Jacobs Inc. (de Nueva York) para la US Navy. Fue vendido a Argentina en 1964 y renombrado ARA Mocoví, prestando servicio como buque auxiliar. Fue retirado en 2019 y declarado en desuso en 2020. Será sustituido por los remolcadores TND-26-40 de Tandanor.